# Doutrina das Nove Luzes
A Doutrina das Nove Luzes (em turco: Dokuz Işık Doktrini) refere-se a uma ideologia introduzida por Alparslan Turkeş, o fundador do Partido de Ação Nacionalista (MHP) da Turquia.

## História
A Doutrina das Nove Luzes foi publicada pela primeira vez em 1965 como um panfleto político, mas em 1978 evoluiu para uma ideologia apresentada em um livro de 672 páginas, A doutrina das nove luzes foi incluída no programa partidário do Partido Republicano da Nação dos Camponeses (Cumhuriyetçi Köylü Millet Partisi, CKMP), em 1967, que mais tarde mudou de nome e evoluiu para o Partido do Movimento Nacionalista - MHP (Milliyetçi Hareket Partisi) em 1969. Fikret Eren elaborou ainda mais a Doutrina das Nove Luzes e explicou que a ideologia socialista nacional era diferente do socialismo e do capitalismo, que ele afirmava que explorariam a maioria da população. A filiação em sindicatos de trabalhadores deveria ser obrigatória, mas não sob o controle do Estado.

## Preceitos
Cada uma das luzes é apresentada como um preceito "bom para todos". As nove luzes são as seguintes:
- Patriotismo: (também conhecido como Nacionalismo[5])) Tudo é para a nação turca, junto com a nação turca e de acordo com a nação turca, que pode ser resumido em palavras, é lealdade à nação turca, amor e lealdade e serviço ao estado turco.
- Idealismo: Adotar o caráter turco, o orgulho e a consciência de acordo com a moral e as virtudes islâmicas.
- Moralidade: Os princípios de preservação e desenvolvimento da alta existência da nação turca de acordo com seu espírito, costumes e tradições são chamados de princípios de moralidade.
- Mentalidade social: é a visão de que todos os tipos de atividades devem ser realizados para o benefício da sociedade. Abrange duas seções separadas como sociais e econômicas. Aceita a propriedade como uma visão econômica, mas indica uma opinião que se opõe ao abuso da propriedade em detrimento da nação. Prevê uma economia mista e o controle estatal das principais atividades econômicas estratégicas. Aceita como visão social o estabelecimento da ordem de justiça social, igualdade de oportunidades, organização da seguridade social e da assistência social.
- Cientificismo: É o princípio de examinar os eventos e a existência com o pensamento da ciência, removendo preconceitos e reflexões posteriores e tornando o líder científico em todos os tipos de atividades a serem realizadas.
- Liberdade: A personalidade está relacionada com o desenvolvimento pessoal do indivíduo. O desenvolvimento pessoal revela a personalidade de um indivíduo, combinando-a com o ambiente e a cultura em que o indivíduo está inserido. Liberdade significa independência e liberdade. A independência e a liberdade são importantes para a existência pacífica de países e povos.
- Cuidado camponês: Prevê o desenvolvimento combinando aldeias em cidades agrícolas. Pretende tornar-se cooperativa para salvar o camponês dos usurários e fornecer o empréstimo e outras ajudas de que necessitam. Em particular, visa trazer prosperidade para os aldeões que vivem na região da floresta em primeiro lugar. E prevê investimento nos aldeões.
- Populismo: As pessoas e as civilizações sempre se desenvolvem querendo e buscando o melhor, o mais belo, o mais perfeito. É a consciência de não se contentar com o que se tem e sempre querer mais e se esforçar para alcançá-lo. No entanto, nesses esforços e esforços, o objetivo é subir e progredir sem romper com a história, a identidade nacional e as raízes da nação turca. Aceitamos estar com o povo para o povo em todas as obras a realizar, como princípio indispensável de progresso e promoção.
- Industrialização: Para o desenvolvimento da nação turca, é necessário se industrializar rapidamente e se preparar para a era nuclear e espacial.